# 朗韋山
75°29′S 139°47′W / 75.483°S 139.783°W
朗韋山（英語：Mount Langway）是南極洲的山峰，位於瑪麗伯德地，處於勒馬敘里耶山西南面5公里，屬於伊克斯山脈的一部分，海拔高度760米，現時由南極條約體系管理。